# Distrito de Macusani
El distrito de Macusani es uno de los diez que conforman la provincia de Carabaya, ubicada en el departamento de Puno en el Sureste del Perú.
Limita por el Norte con la provincia de Tambopata (Madre de Dios), por el Sur con las provincias de Melgar, Azángaro y San Antonio de Putina; por el Este con la provincia de Sandia, por el Oeste con las provincias de Canchis y Quispicanchi (Cuzco). Su capital es la ciudad de Macusani.
Desde el punto de vista jerárquico de la Iglesia católica forma parte de la Prelatura  de Ayaviri en la Arquidiócesis de Arequipa.

## Demografía
La población según censo del año 2021 es de 17.730 habitantes.

## Toponimia
El origen de su nombre no está claro, los escritos locales le asignan como originado en una leyenda en que una princesa llamada Maicusa habría sido socorrida y protegida en sus parajes durante una persecución de guerra, no está claro, sin embargo, el "reino" al que pertenecería ni hay registro de la comarca contendiente; esa leyenda cobra algún sentido si se comprueba la hipótesis que está registrada en la historia que el indígena alto peruano Tito Cusi, quien comunicaba de los Callahuayas conformaban una población y un territorio propio con gobierno autónomo, en su "historia de los reinos del Perú", dice haberse contactado con el último descendiente (en 1630) de la familia de los Coarete, reyes de los Callahuayas, no da más datos.
Otro de los posibles orígenes del nombre de Macusani se encuentra en un registro de 1781, atribuido a Pedro Sainz, manuscrito que se encuentra en la Biblioteca Nacional de Bolivia, titulado Registro de los Reinos del Virreinato de La Plata, en el párrafo correspondiente a la provincia colonial Carabaya del virreinato de la Plata (Buenos Aires), en él, el autor llama a uno de sus pueblitos componentes: Ataucusani (me pongo una carga encima); aun cuando esta versión es foránea, la virtud de esta aseveración es su sentido etimológico, el nombre debió ser una interpretación hecha en el quechua de Azángaro (por la primera "u" en la construcción de este nombre); tendría mayor valor para el análisis, si no fuera por la cantidad de datos que provienen desde el siglo XVI, en los que éste pueblito ya es nombrado Macusani y lo poco racional que resulta la palabra como para tratarse de una toponimia.
Finalmente, "ani" y "sani" son sufijos de abundancia o presencia predominante, por lo que Macu es el vocablo en verdad incógnito, por ello, la más verosímil etimología debe buscarse entre los productos en los que históricamente destaca este poblado, esos son las múltiples variedades de papa y las alpacas. Probablemente algún nombre arcaico de papa, de plantas con algún interés económico o médico antiguo o variedad de alpaca (menos probable), de predominancia endémica en este lugar haya originado el nombre.
ATRACTIVOS TURISTICOS DE MACUSANI
Los Nevados
Allincápac.- Entre los montes nevados más importantese impresionantes, es indiscutiblemente el Allincápac con sus 5,780 m s. n. m., ubicada al norte de la ciudad.
Chichiccápac.- Otro coloso nevado, junto al Allincápac a 5 650 m.s.n.m., cuyos deshielos forman una sucesión de nueve lagunas que son, en parte aguas del río Macusani y a sus espaldasforman las exóticas lagunas esmeralda de Taype que dan origen al río Ayapata.
Las aguas que bajan de estas cumbres han formado lagunas profundas como el Chungara y en el lado ayapateño lagunas de singular belleza una de ellas de color esmeralda y se encuentra junto a la ciudadela pre inca de Pitumarca, la misma laguna de Taype que, según una leyenda, sepultó a una antigua población. En los ríos y lagunas indicados abundan las truchas de gran tamaño.

Kenamari.- Al suroeste de Macusani, cuyas aguas confluyen con las del río Ajoyani. Al suroeste está el HatunKenamari; al poniente, los impresionantes nevados de Lloquesa, Yuracunu y la Cordillera del Vilcanota y los nevados de Chimboya.
Achasiri.- Nevado majestuoso en el distrito de Coasa.

Aricoma.- Cumbre nevada en el distrito de Crucero.

Cañón de Toqa.- El Cañón de Tóqa forjada por el agua en miles de años es el inicio del Gran Cañón del Allincapac que se extiende hasta San Gabán encausando las aguas del río Macusani, recibiendo en su recorrido las aguas del río Corani, Chillichaca, Payachaca, San Juan hasta confluir con el río Inambari
Por el Gran Cañón, serpenteante como una inmensa víbora vista de lo alto, discurre la Carretera Transoceánica, haciendo fácil el acceso del viajero para observar entre los farallones de piedra y lava volcánica, los restos arqueológicos de K´illik´illi, las chullpas de Chichaqori y las pinturas rupestres de Huiquisa, Llaphapampa, Catachilla, Samilía y punkini.

Aguas termales
Aguas Termales de YuracUnu.- A los pies de las minas de Antimonio en el lugar denominando YuracUnu en la comunidad de Huaylluma. Tiene características medicinales. Aguas termales de Tambillo, así como las aguas termales de Ollachea.
Lagunas de phauchinta y chungará.-Sucesión de nueve lagunas de aguas frígidas, deshielos del Allincápac y Chichicápac donde se pueden practicar deportes acuáticos como la pesca, remo, motonáutica, canotaje, etc.

Restos arqueológicos

Ruinas de Pitumarca.- Es motivo de excursión para visitar las ruinas de Pitumarca en Taype (Ayapata), que se cree anterior al incanato. Se encuentra en la parte alta de la laguna Esmeralda teniendo como acceso una gradería antigua forjada junto al acantilado. Es probable que haya sido una ciudad adoratorio a juzgar por su ubicación estratégica.
Ruinas de Phusa.- Se encuentra en el distrito de Usicayos. Ruinas de PhisqaPunku en Coasa.

Pinturas Rupestres.- La gran mayoría de sitios rupestres registrados hasta la fecha fue encontrada en la margen izquierda del río Macusani, en las jurisdicciones de los distritos de Macusani y Corani y en terrenos de las comunidades campesinas de Tantamaco e Isivilla, a una altura entre los 4300 y 4500 m.s.n.m
Existen concentraciones particularmente importantes en los sectores Samilia, Matipata y HatunChilcuno en la comunidad de Tantamaco y en los sectores Oqhoruni y Uñera Pujio al suroeste del centro poblado de Isivilla en Corani. Los pocos sitios hallados en la margen derecha del río Macusani, con excepción de dos hallados encima de los farallones a la altura del kilómetro 5 de la carretera Macusani-San Gabán, se encuentran al pie de los acantilados que forman el gran cañón del Macusani
En el vecino distrito de Ayapata, los yacimientos rupestres están localizados en un paisaje sumamente accidentado, cerca de las lagunas alimentadas por las aguas de deshielo de los nevados Allin, Wayna y Chichi Capac, con una concentración marcada alrededor del complejo arqueológico pre inca de Pitumarca. También el distrito de Ollachea alberga numerosas localidades de arte rupestre aún muy poco conocidas. La descripción de los motivos (“llamas con círculos pintados de rojo”) se puede deducir que pertenecen al típico patrón de pinturas “funerarias”.
También referencias sobre sitios de pinturas rupestres en el distrito de Coasa (Roctounu, Qutikara y Lluskuna, Tingore), al parecer muy similares en motivos y estilo a las de Macusani-Corani.

## Autoridades

### Municipales
- 2015 - 2018[3]
  - Alcalde: Edward Rodríguez Mendoza, del Proyecto de la Integración para la Cooperación.
  - Regidores:

  1. Uriel José Cuba Delgado (Proyecto de la Integración para la Cooperación)
  2. Pedro Huarsaya Maque (Proyecto de la Integración para la Cooperación)
  3. Julia Rosario Chacon Quispe (Proyecto de la Integración para la Cooperación)
  4. Windebel Eudis Gutiérrez Salguero (Proyecto de la Integración para la Cooperación)
  5. Juvenal Cutipa Leqque (Proyecto de la Integración para la Cooperación)
  6. Yadmani Tinta Ramos (Proyecto de la Integración para la Cooperación)
  7. Fidel Leon Lope Huamantuco (Proyecto Político AQUI)
  8. Regulo Mamani Cachicatari (Partido Humanista Peruano)
  9. Juan Vilca Alcca (Moral y Desarrollo)